# 1979年のル・マン24時間レース

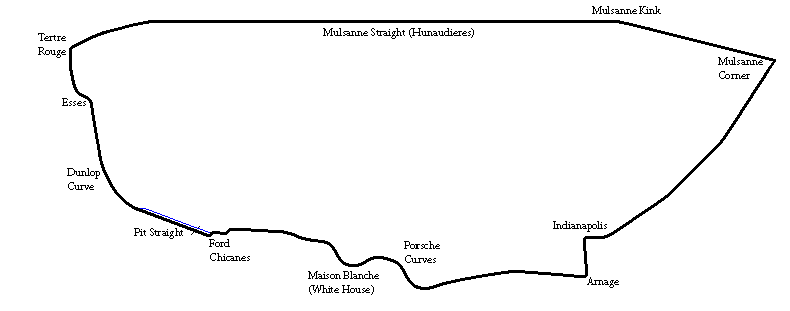
1979年のコース

1979年のル・マン24時間レース（24 Heures du Mans 1979 ）は、47回目のル・マン24時間レースとして、1979年6月9日から6月10日にかけてフランス、ル・マンのサルト・サーキットで行われた。

## 概要
コースが変更され、13.640km/周から13.626km/周となった。
1978年のル・マン24時間レースで優勝したルノーは目的を達成し、予定通りフォーミュラ1に集中するためル・マン24時間レースには参加しなくなり、ポルシェに対抗できる車両は皆無となった。
ポルシェのワークス、マルティニは去年とあまり変わらないポルシェ・936を2台持ち込み、その他プライベーターのポルシェ・935が多数出場し、ワンメイクレースのようになった。
日本からはマツダスピードと童夢が出場し、これは初めての複数日本チーム参加となった。シグマ・オートモーティブ（現サード）が1973年から1975年まで参加して以来の日本チーム参加でもあった。
マツダオート東京は生沢徹/寺田陽次郎/クロード・ブシェ組が、シグマ時代に使用された10A型エンジンより一回り大きい13B型エンジンを搭載したマツダ・RX-7のシルエットフォーミュラであるマツダ・RX-7・252iを持ち込んだ。当時シルエットフォーミュラはグループ5カテゴリーに属していたが大橋孝至は参加条件が有利になると判断しIMSA仕様に仕立て直した。チームはドライバーを含めても10人程の小世帯で、パリでインスタントラーメンを多量に購入してル・マンに入った。
童夢は童夢-零の反響が大きく、プラモデルが爆発的に売れた。来年型の自動車製作を懇願する玩具メーカーに対し林みのるはル・マン24時間レースへの参戦を宣言、日本人がよくやるステップアップ型の方法を採らず、最初から行けるところまで行くつもりで全社員26人を6ヶ月間もレーシングカーの設計製作に動員した。シャシ設計は加藤眞の元でシグマのレーシングカーを設計していた小野昌朗、エンジンは当時フォーミュラ1で大活躍していたフォード・コスワース・DFVエンジンを使用し、童夢-零RLフォードを完成した。完成後ただちに富士スピードウェイで初走行、谷田部の日本自動車研究所で高速テストを経た。現場のレース運営はイギリス人のキース・グリーンに任せることとし、その元へ車両を送った。シルバーストン6時間レースではトランスミッションにトラブルを起こしながら12位完走を果たし高い能力を証明した。ル・マンには2台をエントリー、ドライバーも最初から日本人を使わず4人全員ヨーロッパ人とした。

## 予選
初日マツダ・RX-7・252iは電気系統のトラブルでまともに走れなかった。2日目ドライバーは駅前のレストランで食事をして現地入り、生沢徹は最初の3周をゆっくり走った後4周目からタイムを上げ、5周目4分18秒88を出し、6周目に本格的なタイムアタックに入り、途中経過では予選通過間違いなかったが生沢はコントロールラインを通過せずピットに入り、便所に駆け込んだ。食中毒を起こしていたのである。クロード・ブシェはロータリーエンジンに慣れておらずエンジン回転を目一杯上げたがタイムは出なかった。3人目の寺田陽次郎は中間地点で生沢徹より5秒も速いペースで走っていたがクロード・ブシェがエンジンを回しすぎた影響で2/3周でエンジンが故障、マツダのタイムは生沢徹の出した4分18秒88のみとなり、0.96秒差で予選落ちとなった。
童夢も順調ではなくエンジンが万全ではなかったし2日目にトランスミッションのオーバーホールを余儀なくされたが、それでも6号車が15位、7号車が18位で予選通過した。

## 決勝
55台が出走した。
童夢は7号車が序盤5位を保つ健闘を見せたが、わずか1時間20分でオーバーヒートを起こし、ピットインを繰り返した末に3時間でリタイヤした。6号車は電気系トラブルで最下位、解消後は21位まで挽回したが時々コース上に止まり、5時間でコースの中間地点でガス欠によりストップ、リタイヤとなった。「ガス欠さえなければ」という人もいたが、車重は1トン以上あり、シャシ剛性は全く足りず、パーツは中古品ばかり、到底24時間走れるはずのない状態で、林みのるは「あのまま走っていたらバラバラになったやろな」と言っている。
ポルシェ・936はトラブルでリタイヤし、市販レーシングマシンであったポルシェ・935が上位を占めた。

## 結果
完走は22台。
クラウス・ルドヴィク（Klaus Ludwig ）/ビル・ウィッティントン（Bill Whittington ）/ドン・ウィッティントン（Don Whittington ）組のポルシェ・935K3、41号車が24時間で4173.930kmを平均速度173.913km/hで走り優勝した。これは1955年のル・マン24時間レースと大差ない記録である。ポルシェは5勝目。
林みのるは元々自分の作った車両の性能を世間にアピールする目的で参戦しており、満足行く結果であったなら次年挑戦するつもりはなかったが、1トンもある鈍重な車両しか作れず5時間で全滅したことから次年の参戦を決めた。